# 아메데오 5세 디 사보이아 백작
아메데오 5세 디 사보이아(이탈리아어: Amedeo V di Savoia, 1284년 - 1329년)는 1285년부터 1323년까지의 사보이아 백작이며, 통치자로서 그의 성공과 지혜로 대백(il Conte Grande)이라는 별명을 지녔었다. 그는 거점으로서 샹베리를 세웠다. 톰마소 2세와 베아트리체 피에스키의 아들이다.

## 생애
아메데오는 1285년에 아이가 없었던 그의 숙부 필리포 1세의 뒤를 이어 사보이아 백작 자리를 계승했다. 그는 1282년에 사망한 톰마소 3세 디 사보이아의 동생이었다. 톰마소는 그의 자리를 아메데오보다 백국에 대한 서열이 높았던 그의 아들 피에몬테의 필리포 1세에게 물려주었다. 그러나 필리포 7세에 불과했고 당시 소유권을 주장할 수 없었다. 아메데오는 토리노와 피네롤로의 소유권을 필리포에게 제공하며 조카의 지원을 확보했다. 아메데오는 또한 그의 동생 루이지에게 보를 상속 남작 영지로서 제공하며 충성심을 얻었다.
뷔제와 브레스의 여백작인 시빌과의 혼인을 통해, 부르고뉴 지역들을 그의 영지로 합병할 수 있었다. 이후에도 그의 영토는 더욱 커졌다.
1285년 10월 1일 아메데오는 제네바 주교와의 협상 후에 제네바의 수호자임을 선포했다. 그 세습적 작위는 주교와 분쟁이 있었던 아메데오 2세 디 지네르바에게 속해있었다.
1287년 아메데오는 제네바 인근 론 지역의 일(Ile) 요새를 포위하여, 14주 만에 점령하였다.

사보이아 백작 문장

1295년 위그 드 라 로셰트(Hugh de La Rochette)에게서 샹베리 지역의 요새를 획득했다. 그는 피렌체에서 조토의 제자 조르주 데 아퀼라(Georges de Aquila)를 그의 궁정으로 데려왔다. 조르주는 성을 그림, 목판, 프레스코 등으로 장식했다. 그는 1348년에 사망할 때까지 사보이아 가를 위해 일했다.
그의 성공적인 업적 중에는 제네바 백작과 비엔누아의 도팽이 가신으로서 복종하기로 동의한 안마스(Annemasse) 조약이 있다. 그 조약은 두 모두에게 군사적 승리를 거둔 결과였다. 1301년 아메데오는 시공 교구와 함께 발레에 대한 그의 통치권 분쟁을 안정시켰다.
그러나 그의 통치 시기는에 사보이아 백국과 오스트리아 공국 사이의 분쟁이 있기도 했다. 그는 프랑스 왕국과의 동맹을 주선했고 초기의 좋은 관계에 대한 결과로 노르망디의 몰레비에를 수여받았다.
프랑스의 군주에 의한 리옹 회복은 아메데오에게 알프스산맥 영토를 향한 그들의 확장적 성향을 알려주게 했다. 그는 신성 로마 제국의 황제 하인리히 7세와 잠재적 적에 맞선 동맹을 맺었다. 하인리히는 아마데오의 형수 마르가레타 판 브라반트와 혼인시켰다. 하인리히는 아메데오에게 롬바르디아의 황제 대리(Reichsvikar) 작위와 아스티 지역에 대한 최소한의 명목적 권리를 주었다. 하인리히는 또한 아오스타와 샤블레를 공작령으로 승격시켰고, 그럼에도 이들 지역들은 사보이아의 영지로 남았다.
1315년 그는 튀르크족에 맞선 로도스 공방전에서 성전기사단을 도왔다.

## 가정과 자녀
그는 1272년 시빌 드 보제와 초혼을 했고 8명의 자녀를 두었다:
1. 보나 - 두 차례 혼인했으며, 첫 번째는 비엔누아의 도팽 장1세, 두 번째는 몽보송(Montbauson)의 영주이자 부르고뉴 공작 위그 3세의 아들인 부르고뉴의 위그와 혼인했다.[6]
2. 베아트리체(Beatrice)[출처 필요]
3. 에도아르도 (1329년 사망) - 그의 아버지 자리를 물려받았고 블랑슈 드 부르고뉴와 혼인했다.
4. 엘레오노라 (1317년 사망) - 세 차례 혼인했으며, 첫 번째는 오세르와 토네르의 백작 기욤 드 샬롱, 두 번째는 드뢰 4세 드 멜로, 세 번째는 포레즈의 백작 장 1세였다.[6] 그녀의 딸 마르게리트 드 멜로(Marguerite de Mello)는 장 2세 드 샬롱알레와 혼인했다.
5. 마르게리타 (1349년 사망) - 조반니 1세 델 몬페라토와 혼인했다.[6]
6. 아녜세 (1322년 사망) - 제네바의 굴리엘모 3세와 혼인했다.[6] 그들의 아들이 아메데오 3세 디 지네르바이다.
7. 아이모네 (1343년 사망) - 사보이아 백작 자리를 에도아르도에게서 물려받았으며, 비올란테 팔레올로고와 혼인했다.[6]

1297년, 그는 브라반트 공작 얀 1세와 마르그리트 드 당피에르의 딸 마리아 판 브라반트와 두 번째 결혼을 했다. 그녀의 외조부무는 기 드 당피에르와 그의 첫째 부인 마오 드 베튄이다. 그들은 네 명의 자식을 두었다:
1. 마리아(Maria) - 포치니의 남작이자 윔베르 1세 드 비엔누아의 아들인 위그와 혼인했다.[6]
2. 카테리나 (1336년 사망) - 슈타이어마르크와 오스트리아 공작 레오폴트 1세와 혼인했다.[6]
3. 안나 (1359년 사망) - 비잔티움 제국의 황제 안드로니쿠스 3세와 혼인했다.[6]
4. 베아트리체 (1310년–1331년) - 1327년 케른텐의 공작이자 티롤의 백작 인드르지흐 코루탄스키와 혼인했다.[6]